# Santuari de Requesens
El santuari de la Mare de Déu de Requesens és un santuari marià situat a la part de ponent del veïnat de Requesens. L'advocació és a la Mare de Déu de la Misericòrdia. L'edifici actual és de finals del segle xvii o principis del xviii, amb afegits posteriors. Tanmateix, ja el 1518 el vescomte Martí Onofre I de Rocabertí obtingué llicència del bisbe de Girona per edificar una capella dedicada a la Mare de Déu de la Misericòrdia al lloc dit Monteceli o Muntanya de Requesens. El santuari de la Mare de Déu de Requesens és una obra del municipi de la Jonquera inclosa en l'Inventari del Patrimoni Arquitectònic de Catalunya.

## Descripció de l'edifici
És un santuari marià situat a la part de ponent del veïnat de Requesens. L'església és d'una nau coberta amb volta apuntada; i a l'entrada hi ha un cor de fusta que està aguantat per dos cairats. Els murs estan coberts, interiorment, per un arrebossat de calç. La capçalera, per l'interior, és lleugerament entrada en el mur, semicircular amb un arc triomfal de mig punt.
Des de l'exterior, en estar envoltada per altres edificacions, només es percep el mur del frontis en el qual s'obre una porta rectangular, molt senzilla, en pedra sorrera. A la llinda hi trobem la següent inscripció: "1740 Aca solamente se ha de entrar per a Dios servir y acabar". Segurament substituiria en el culte l'església de Santa Maria de Requesens. Com a coronament hi ha una torre quadrada, que s'arrodoneix en els cantons feta amb pedruscall.

## Processons
Des de molts pobles de l'Empordà i del Rosselló (Cantallops, Mollet de Peralada, Campmany, Sant Climent Sescebes, la Jonquera, la Roca de l'Albera, etc.) s'organitzaven pelegrinatges al santuari de Requesens per implorar a la Mare de Déu la benedicció de les terres i els seus fruits. Aquests pelegrinatges en bona part s'han perdut, però encara se'n continuen celebrant alguns (Cantallops i Mollet de Peralada).
Molt més important que aquests pelegrinatges locals fou el romiatge anomenat Processó de la Tramuntana. Tot i que alguna vegada se n'han afirmat orígens medievals en confondre aquest romiatge amb aquells pelegrinatges, aquesta cèlebre processó s'inicià arran del vot solemne fet pel consell municipal de Figueres l'any 1612, després d'una epidèmia de pesta que havia assolat la comarca durant deu anys i que cessà ―segons es va creure― gràcies a la intercessió de la Mare de Déu.
El romiatge tenia per objecte demanar la presència de la tramuntana, perquè purifiqués l'aire i eliminés les miasmes que, fins a les dessecacions recents dels aiguamolls de la comarca, infestaven la plana empordanesa. Com va recollir encara el DCVB, a l'Empordà la tramuntana havia tingut una importància agrícola i sanitària molt grans, ja que en depenien les collites i bona part de la salut de les persones i el bestiar. Per acabar d'entendre la decisió de la corporació figuerenca i la història d'aquest romiatge, convé tenir en compte que la difusió de les malalties infeccioses s'associava, en el galenisme, a la putrefacció de l'aire, que era en si un concepte mèdic de gran importància, encara avui present en moltes expressions que han esdevingut patrimoni popular.
Aquest romiatge, que durava tres dies, es feia anualment, cada primer diumenge de juny. Era organitzat per la confraria de la Puríssima Sang de Figueres, que tenia la seu a la capella de Sant Sebastià, annexa al primitiu hospital de la població, i era encapçalada pel clergat local i una representació de l'ajuntament. Al llarg de la vintena de quilòmetres que separen Figueres de Requesens anava passant per diferents pobles, on era rebuda i acompanyada pel terme municipal per les autoritats religioses i civils, i s'engruixia amb nous romeus. A l'arribar al santuari, es cantava una salve i, ja de nit, s'encenia una gran foguera que, en veure-la des del pla, era contestada des dels pobles de la comarca amb altres focs i repics de campanes. L'endemà se celebraven els oficis divins i el santuari alimentava de franc els pelegrins (a la Cantina), que hi feien gran festa. D'altres romeus hi havien acudit també del Vallespir i el Rosselló. El dimarts la processó emprenia la tornada, durant la qual tots els romeus duien un panet i una branca de grèvol (brègol a la contrada), símbol de la seva participació. A cada poble s'observava el mateix cerimonial que a l'anada i, en arribar la processó a Figueres, era rebuda amb gran festa, fins a entrar a l'església parroquial de Sant Pere, on es cantava una salve que posava el punt final al romiatge.

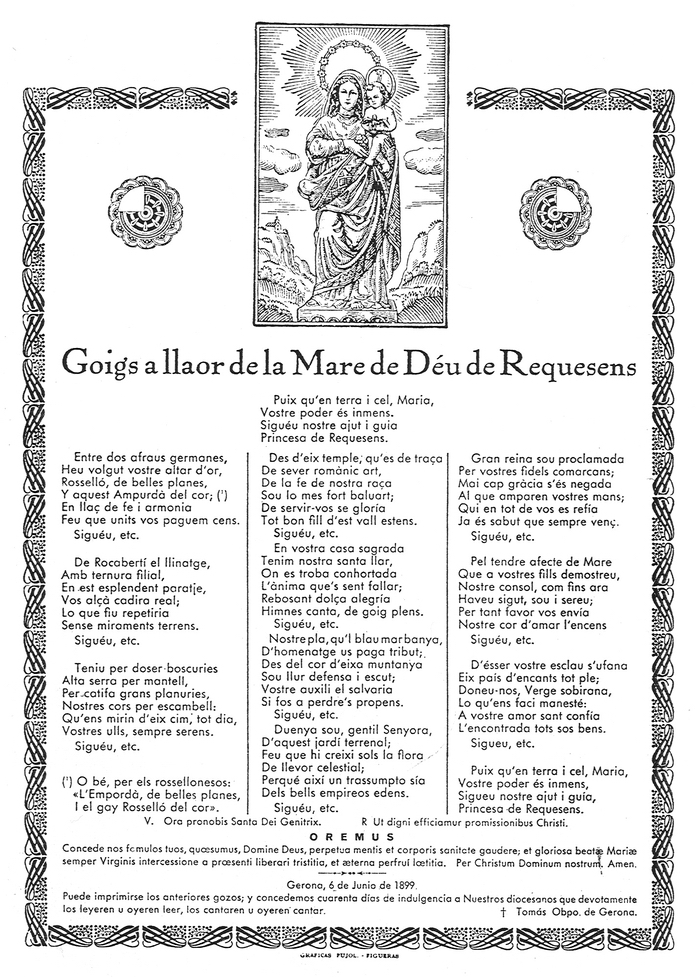
Goigs de Requesens (1899)

La Processó de la Tramuntana es va celebrar fins al 1868, en què la inestabilitat derivada de la Revolució de Setembre i de la Tercera Guerra Carlina la van fer desaparèixer. La recerca d'un altre santuari més accessible i segur on pregar per la salut de les persones i la fertilitat de la terra és a l'origen de l'auge del santuari de la Mare de Déu de la Salut de Terrades, que des d'aleshores va rebre els principals pelegrinatges de la comarca.
La desaparició d'aquest gran pelegrinatge va implicar la decadència definitiva del santuari, que amb la reconstrucció del castell de Requesens (1899) va ser traslladat a la seva capella. Allà es reinstal·là la imatge gòtica de la Mare de Déu (que fou substituïda a l'antic santuari per la de la M. de D. del Carme, duta pels comtes de Peralada des del convent del Carme d'aquesta vila) i s'adreçaren els pelegrinatges locals que subsistien, fins que el 1936 fou saquejada, com tot el castell, i la imatge destruïda. Fins llavors el santuari va tenir capellà custodi, que residia al castell des de la seva reconstrucció. Després de la guerra civil els pelegrinatges dels pobles s'adreçaren de nou al temple del veïnat, però la seva època d'esplendor ja era història.

## Literatura
El 1864 la Processó de la Tramuntana va inspirar Damas Calvet una peça de teatre costumista en català, La Romería de Recasens.
A finals del segle xix els comtes de Peralada van fer imprimir goigs a la Mare de Déu de Requesens, que es conserven en diferents versions.